# 51 Bar
Pour plus de détails, voir Fiche technique et Distribution.
51 Bar (בר 51) est un film israélien réalisé par Amos Guttman, sorti en 1986.

## Synopsis
Thomas a une relation incestueuse avec sa sœur Mariana. Ils arrivent à Tel Aviv et il doit prendre un emploi dans un bar homosexuel.

## Fiche technique
- Titre : 51 Bar
- Titre original : בר 51
- Réalisation : Amos Guttman
- Scénario : Amos Guttman et Eli Tavor
- Musique : Arik Rudich
- Photographie : Yossi Wein
- Montage : Tova Ascher
- Production : David Lipkind et Enrique Rottenberg
- Société de production :
- Pays :  Israël
- Genre : Policier et drame
- Durée : 95 minutes
- Dates de sortie : 
  -  Israël : juin 1986

## Distribution
- Smadar Kilchinsky : Mariana
- Juliano Mer-Khamis : Thomas
- Ada Valerie-Tal : Appolonia
- Rahel Shor : Eva
- Alon Abutbul : Aranjuez
- Mosko Alkalai : Karl
- Belinka Metzner : Luna
- Irit Sheleg : Zara
- David Wilson : Nicholas

## Distinctions
Le film a été présenté en sélection officielle en compétition au Festival international du film de Chicago.